# Dalken

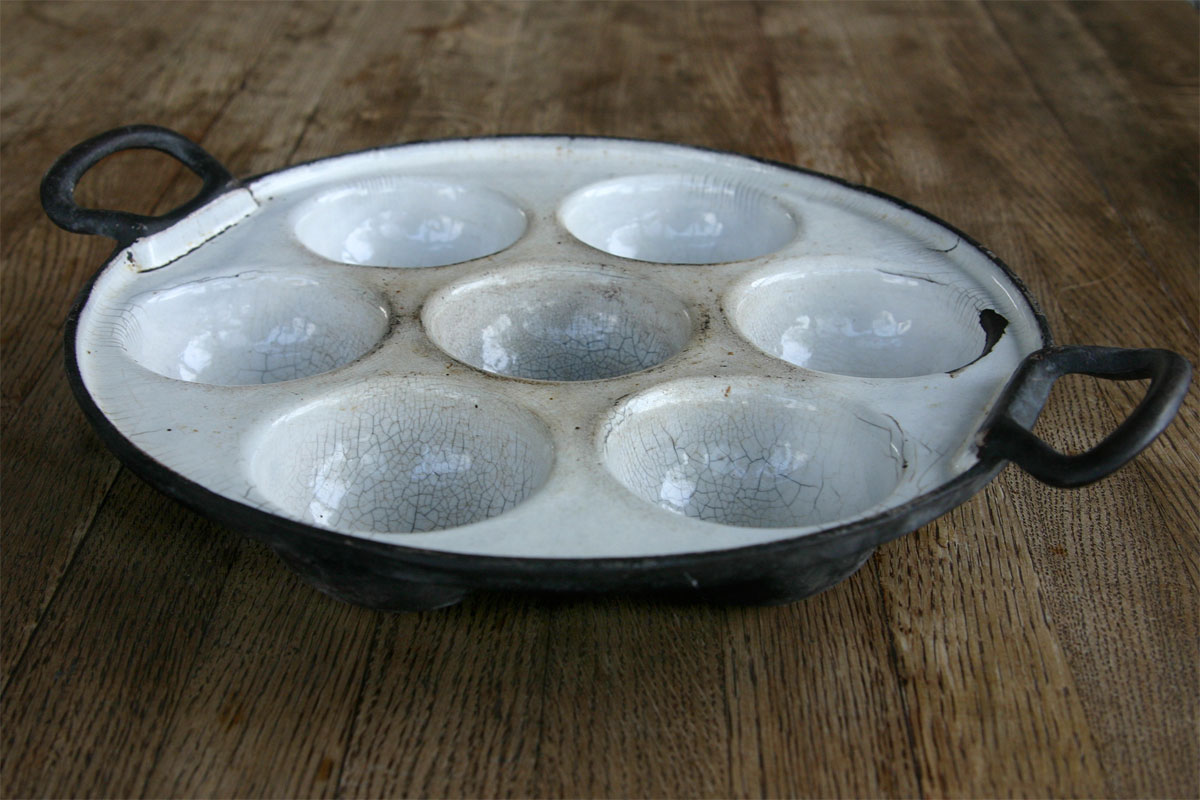
Pfanne zur Herstellung von Dalken; Berlin, spätes 19. Jahrhundert (aus dem Besitz des Bäckers Paeschke)

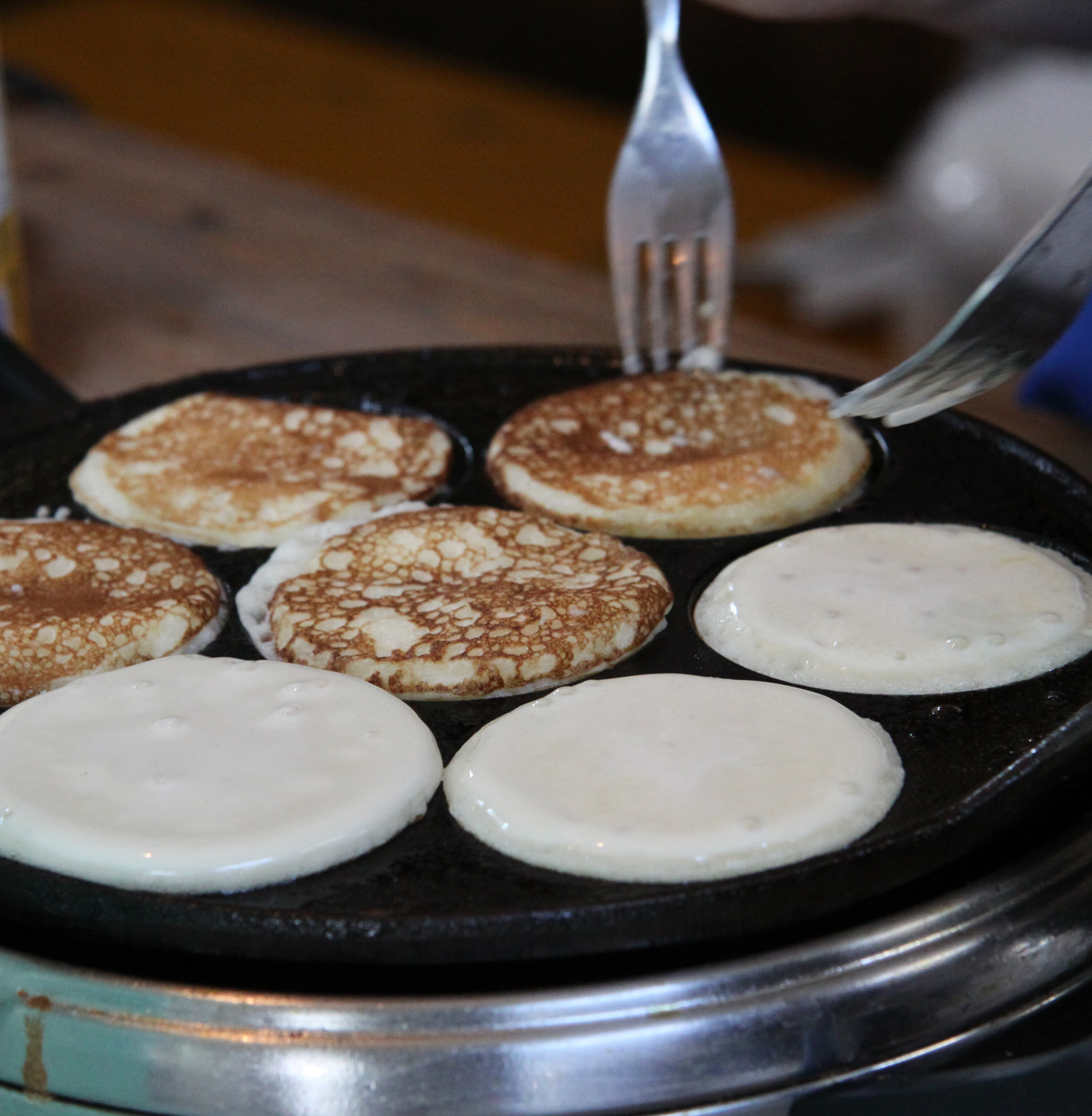
Liwanzen während des Ausbackens

Dalken oder Dalkerln (tschechisch vdolek, Plural vdolky oder lívanec, Pl. lívance) sind ein traditionelles Gebäck der böhmischen Küche und gehören zu den Mehlspeisen. Dalken werden in einer speziellen Pfanne mit halbrunden oder flachen Vertiefungen auf dem Herd in Fett, üblicherweise  Schweineschmalz,  ausgebacken. Traditionell wird Germteig (Hefeteig) verwendet. Dalken können mit Powidl (Pflaumenmus) oder einer Mischung aus Mohn, Zucker und Zimt bestrichen werden.

## Variationen
Es gibt auch die Zubereitung mit einem dicken Palatschinkenteig, dem man Obers (süße Sahne) statt Milch beigegeben hat. Die Dalken werden dabei mit einer Dreifruchtmarmelade aus Himbeeren, Ribiseln und Stachelbeeren serviert. Dazu setzt man zwei Dalken mit Marmelade zusammen, bestreut sie letztlich mit Zucker und serviert sie warm.

## Namensherkunft
Die Böhmischen Dalken haben ihren Namen vom tschechischen Wort „vdolky“ (= kleine Mulde), was sich auf die besondere Pfannenform mit den muldenartigen Ausnehmungen zum Backen der Dalken bezieht.

## Verbreitung

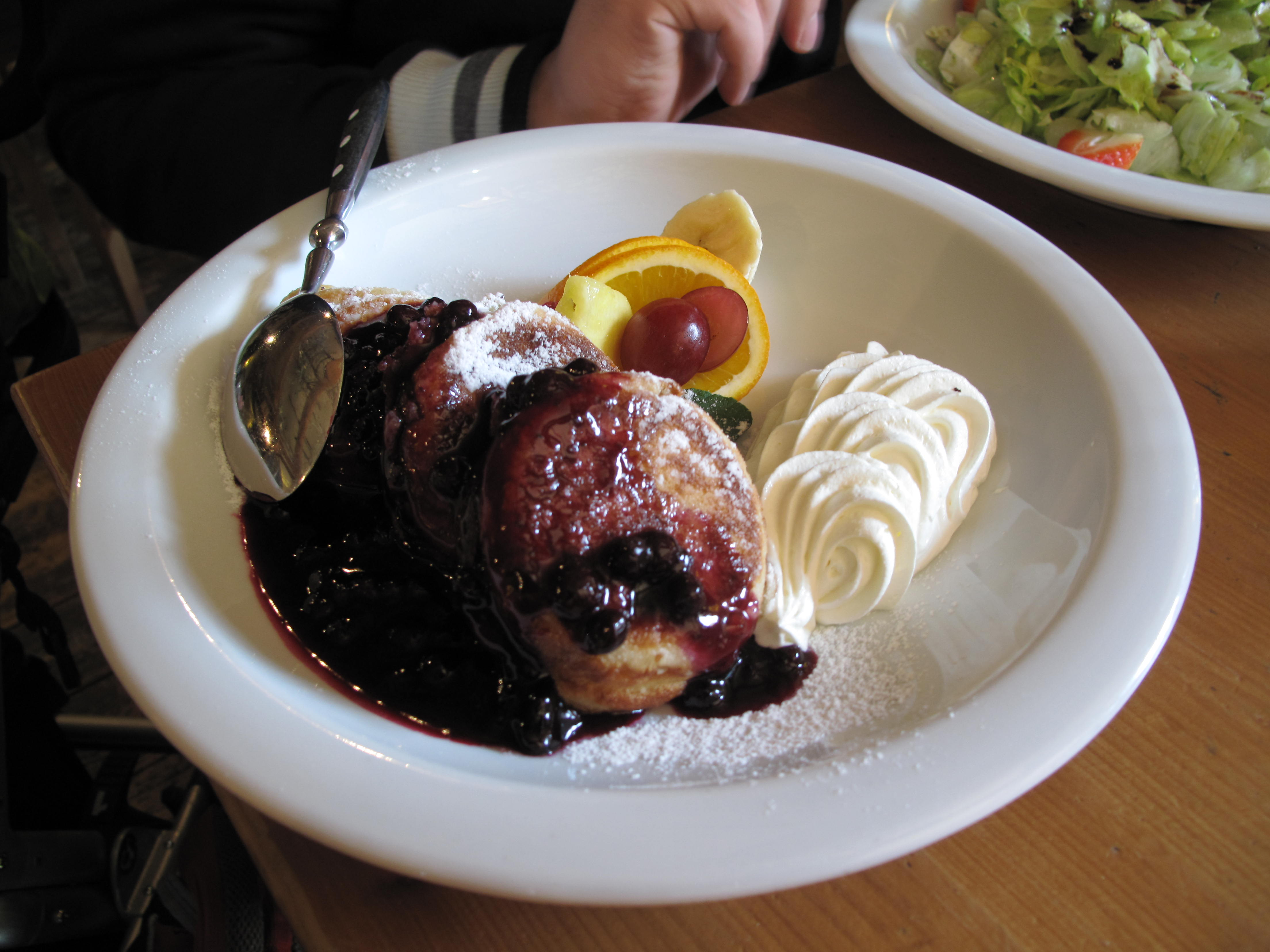
Tschechische Liwanzenspeise mit Blaubeerkonfitüre, Schlagsahne, Puderzucker, Orangen und Weinbeeren

Dalken sind nicht nur in Tschechien, sondern auch in Österreich und Bayern beliebt. In Österreich und Bayern werden sie teilweise auch Liwanzen, Liwanzln oder Riwanzerln (von tsch. lívance) genannt. Im 19. Jahrhundert wurden sie auch in vielen deutschen Haushalten in einer speziellen Pfanne auf dem Herd zubereitet. In Tschechien gehört die Liwanzenpfanne/Dalkenpfanne (tschechisch lívanečník) bis heute zur Grundausstattung vieler Küchen. Dalkenpfannen wurden nach der Herausnahme der inneren Herdringe direkt über der Glut des Herdes platziert. Dalkenpfannen aus dieser Zeit sind heute noch auf vielen Flohmärkten z. B. in München oder Berlin zu kaufen. In Berlin kamen die Dalken mit dem Ausbau der Kochmaschinen aus den Wohnungen aus der Mode. Heute gibt es Pfannen mit glattem Unterboden auch für den Einsatz auf Elektroherden zu kaufen.
Der bekannte österreichische Koch Ewald Plachutta gibt ein Rezept für böhmische Dalken aus Germteig an, unter den er steifen Eischnee hebt und ihn dann 30 Minuten ruhen lässt. Die Dalken werden anschließend in Schmalz oder Butter in den Vertiefungen der Dalkenpfanne auf dem Herd langsam ausgebacken und anschließend mit Powidl (Pflaumenmus) bestrichen und eventuell mit Staubzucker oder anderem Zucker bestäubt.
Die schleswig-holsteinischen Förtchen werden ebenfalls in einer Pfanne mit Vertiefungen gebacken; Poffertjes sind eine holländische Variante.